# گویدو مارسلو موگناینی
گویدو مارسلو موگناینی (ایتالیایی: Guido Marcello Mugnaini؛ زادهٔ ۱۲ نوامبر ۱۹۴۰) دوچرخه‌سوار اهل ایتالیا است.